# Moritz Böttcher
August Moritz Böttcher (* 5. März 1820; † 13. Februar 1907 in Görlitz) war ein deutscher Turnpädagoge. 

## Leben und Werk
Er war der Sohn des Pfarrers Johann Christian Böttcher aus Herzogswalde bei Zielenzig und besuchte ab 1833 das Friedrich-Werdersche Gymnasium in Berlin, wo er schon bald sehr aktiv am Turnunterricht in der Eiselenschen Turnanstalt teilnahm. Er wurde Vorturner und persönlicher Gehilfe von Ernst Eiselen. Sein Wunsch, Förster zu werden, erfüllte sich nicht. Nach dem Militärdienst in Greifswald kehrte er nach Berlin zu Eiselen zurück. 1847 folgte er einem Ruf als Turnlehrer nach Görlitz, wo er bis 1872 wirkte und sich mit 52 Jahren zur Ruhe setzte, um fortan als Autor zu arbeiten. Er verfasste mehrere Schriften zum Turnunterricht. Er war Gründer des Görlitzer Rettungsvereins und der Freiwilligen Feuerwehr und regte die Einrichtung des Turnplatz für Erwachsenenturnen in Görlitz an.
Sein Sohn war der Turnlehrer Alfred Böttcher (1851–1912) in Hannover.

## Familie
Am 14. April 1857 heiratete er in Berlin in zweiter Ehe die Tochter von Ernst Eiselen.

## Ehrungen
In Görlitz wurde die bisherige Grundschule 1 in der Schulstraße nach ihm benannt.